# 内核事务管理器
内核事务管理器 (KTM) 是Windows操作系统从Windows Vista与Windows Server 2008引进的内核对象级的对文件资源和注册表资源列入了原子事务管理范畴。事务引擎运行在内核态下，允许内核态资源、用户态资源、以及分布资源的事务管理。
KTM用于实现事务型的NTFS文件系统(TxF)与事务型注册表(TxR)。KTM依赖于Common Log File System(CLFS)。CLFS是一个通用的日志文件子系统，被设计用于创建数据与事件的日志文件。

## 事务
一个事务是一个内核对象。事务处于活着状态（alive），只要存在引用它的句柄。事务是活动的，如果它还未被提交或卷回。如果一个事务的所有句柄都已关闭但还没有被提交或卷回，那么这个事务将被卷回。 
事务函数：
- CommitTransaction：请求特定的事物被提交。
- CommitTransactionAsync：请求特定的事物被提交。函数异步返回
- CreateTransaction：创建一个新的事务对象
- GetTransactionInformation：获取特定事物的指定信息
- OpenTransaction：打开一个事务对象
- RollbackTransaction：请求特定事务被卷回
- RollbackTransactionAsync：请求特定事务被卷回，函数异步返回
- SetTransactionInformation：设置特定事物的指定信息。